# 東非鞘尾蝠屬
東非鞘尾蝠屬（学名：Coleura），哺乳綱、翼手目、鞘尾蝠科的一屬，而與東非鞘尾蝠屬（南鞘尾蝠）同科的動物尚有袋翼蝠屬（袋翼蝠）、蜂眼蝠屬（蜂眼蝠）、粗毛蝠屬（粗毛蝠）、小兜翼蝠屬（小兜翼蝠）等之數種哺乳動物。

## 下属物种
本属包括以下物种：
- 南鞘尾蝠 Coleura afra (Peters, 1852)，東非鞘尾蝠
- Coleura gallarum Thomas, 1915
- Coleura kibomalandy Goodman, Puechmaille, Friedli-Weyeneth, Gerlach, Ruedi, Schoeman, Stanley & Teeling, 2012
- 塞舌爾鞘尾蝠 Coleura seychellensis Peters, 1868